# Laviéville
Laviéville és un municipi francès situat al departament del Somme i a la regió dels Alts de França. L'any 2007 tenia 155 habitants.

## Demografia

### Població

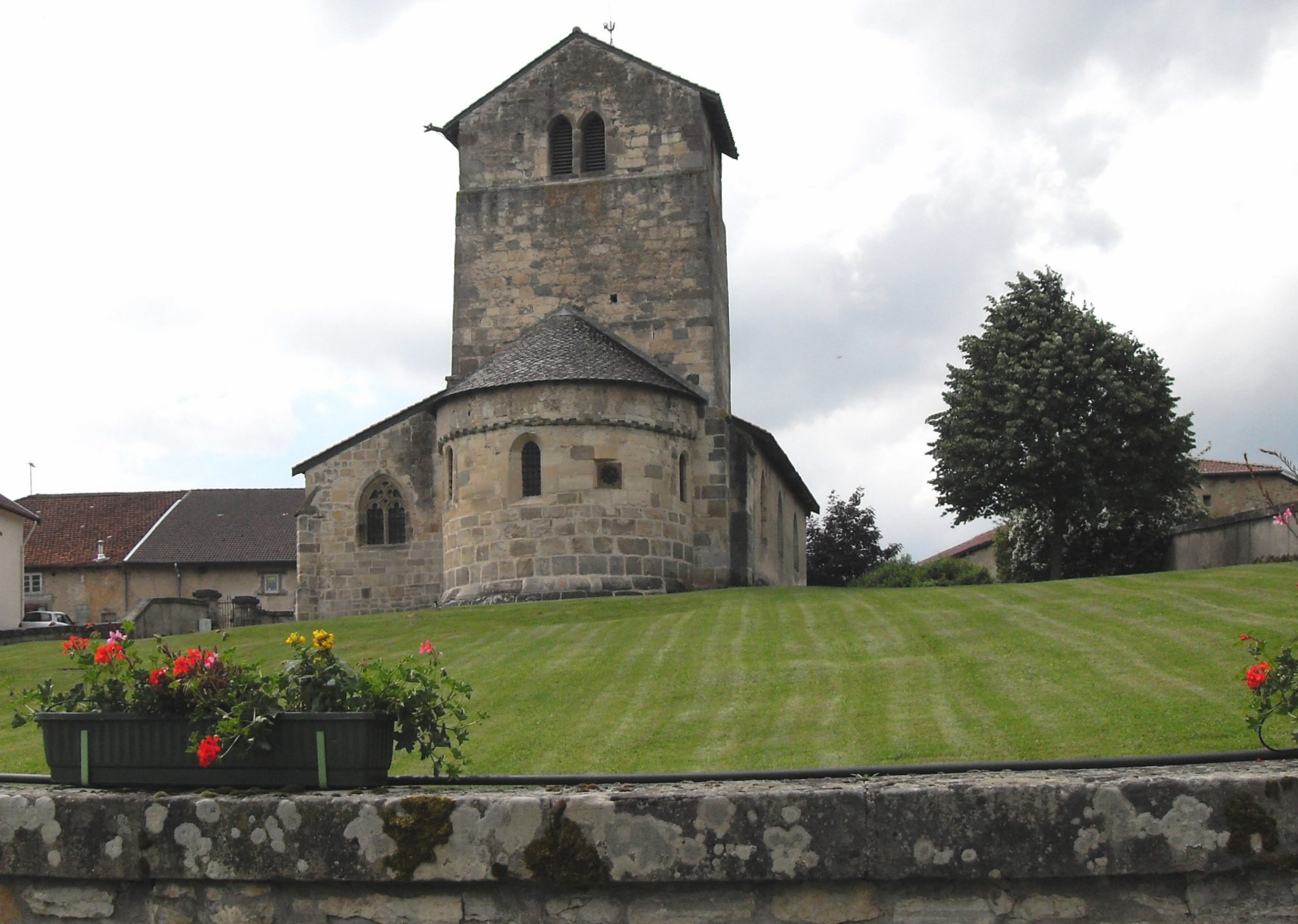
Església de Dompaire

El 2007 la població de fet de Laviéville era de 155 persones. Hi havia 60 famílies de les quals 8 eren unipersonals (4 homes vivint sols i 4 dones vivint soles), 20 parelles sense fills, 28 parelles amb fills i 4 famílies monoparentals amb fills.
La població ha evolucionat segons el següent gràfic:
Habitants censats

### Habitatges
El 2007 hi havia 60 habitatges, 57 eren l'habitatge principal de la família, 2 eren segones residències i 1 estava desocupat. Tots els 60 habitatges eren cases. Dels 57 habitatges principals, 49 estaven ocupats pels seus propietaris i 8 estaven llogats i ocupats pels llogaters; 1 tenia dues cambres, 7 en tenien tres, 16 en tenien quatre i 33 en tenien cinc o més. 43 habitatges disposaven pel capbaix d'una plaça de pàrquing. A 19 habitatges hi havia un automòbil i a 35 n'hi havia dos o més.

### Piràmide de població
La piràmide de població per edats i sexe el 2009 era:
| Homes | Edats   | Dones |
| ----- | ------- | ----- |
| 0     | 95 o +  | 0     |
| 0     | 90 a 94 | 0     |
| 0     | 85 a 89 | 0     |
| 0     | 80 a 84 | 0     |
| 0     | 75 a 79 | 4     |
| 0     | 70 a 74 | 4     |
| 4     | 65 a 69 | 4     |
| 0     | 60 a 64 | 0     |
| 8     | 55 a 59 | 0     |
| 0     | 50 a 54 | 4     |
| 0     | 45 a 49 | 4     |
| 8     | 40 a 44 | 8     |
| 8     | 35 a 39 | 0     |
| 8     | 30 a 34 | 12    |
| 4     | 25 a 29 | 0     |
| 0     | 20 a 24 | 0     |
| 8     | 15 a 19 | 4     |
| 4     | 10 a 14 | 8     |
| 0     | 5 a 9   | 16    |
| 8     | 0 a 4   | 0     |

## Economia

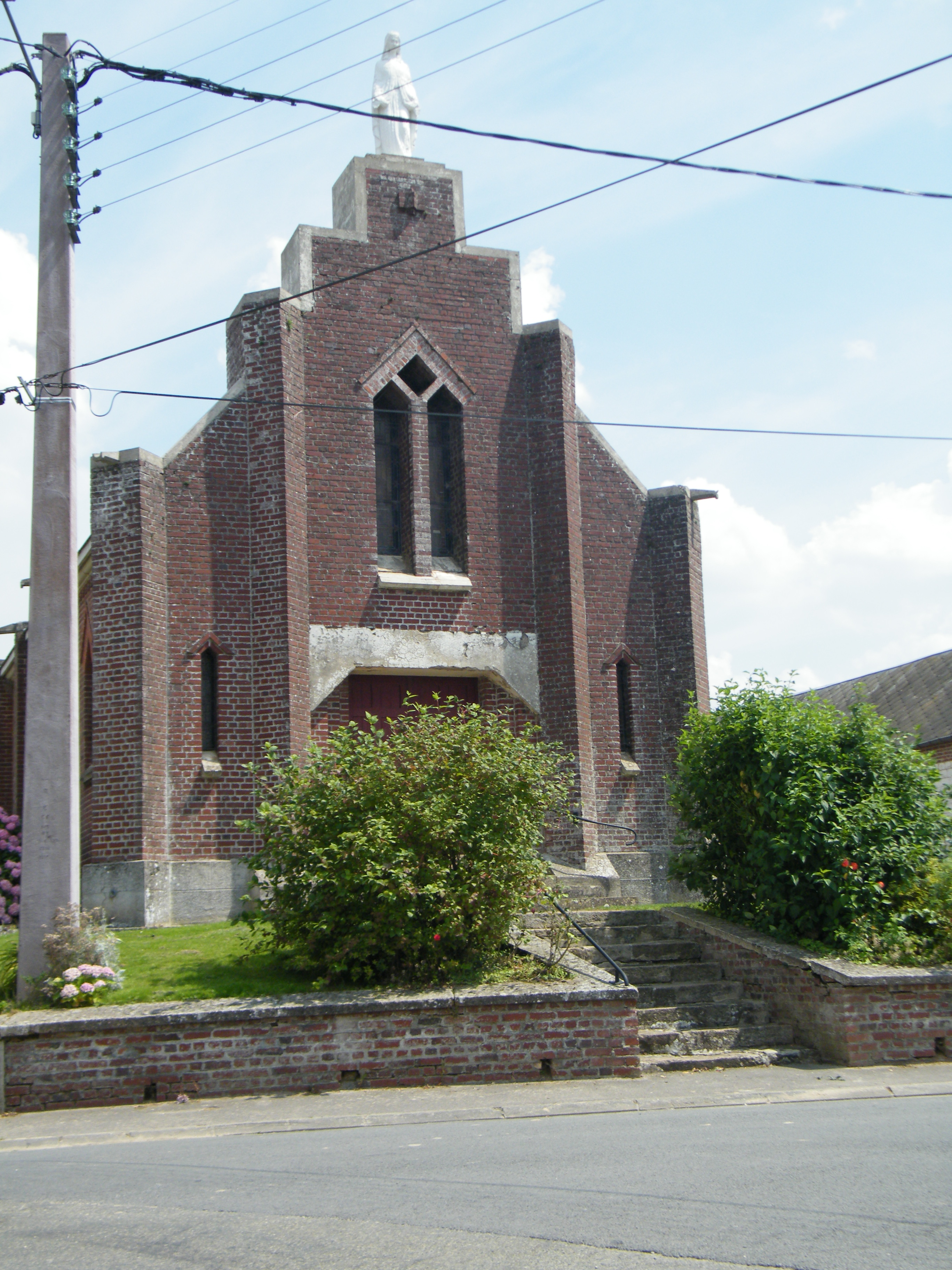
Església de Lavieville

El 2007 la població en edat de treballar era de 100 persones, 76 eren actives i 24 eren inactives. De les 76 persones actives 71 estaven ocupades (38 homes i 33 dones) i 5 estaven aturades (2 homes i 3 dones). De les 24 persones inactives 10 estaven jubilades, 10 estaven estudiant i 4 estaven classificades com a «altres inactius».

### Ingressos
El 2009 a Laviéville hi havia 60 unitats fiscals que integraven 161 persones, la mediana anual d'ingressos fiscals per persona era de 17.967 €.

### Activitats econòmiques
L'únic establiment que hi havia el 2007 era d'una empresa de construcció.
L'any 2000 a Laviéville hi havia 7 explotacions agrícoles que ocupaven un total de 396 hectàrees.

## Poblacions més properes
El següent diagrama mostra les poblacions més properes.